# Whewellite
La whewellite è un minerale, è un ossalato di calcio idrato.

## Morfologia
In cristalli prismatici tipicamente distorti con facce comunemente irregolarmente sviluppate.

## Origine e giacitura
Nelle vene di carbonati-solfuri, in geodi o in noduli; associato a carbone o nella roccia circostante contenente la materia organica; in alcuni depositi di uranio.
Il minerale è depositato da soluzioni idrotermali a bassa temperatura, che sono venuti in contatto con pietre risalenti al Carbonifero, rilasciando metano, come ad esempio in grafiti scistose o, soprattutto, dalle aree circostanti carbone.

## Caratteristiche chimico-fisiche
Così come la weddellite, la whewellite risulta avere la stessa formula chimica di certi calcoli di organismi viventi.
- Peso molecolare: 146,11 grammomolecole[2]
- Densità di elettroni: 2,29 g/cm³[2]
- Indici quantici[2]:
  - Fermioni: 0.0024436466
  - Bosoni: 0,9975563534
- Indici di fotoelettricità[2]:
  - PE: 3,53 barn/elettroni
  - ρ: 8,08 barn/cm³
- Indice di radioattività: GRapi: 0 (il minerale non è radioattivo)[2]

## Località di ritrovamento
A Kladno in Boemia (Repubblica Ceca), a Cavnic in Romania, in Sassonia in Germania, in Alsazia in Francia, in Pennsylvania negli Stati Uniti d'America.